# Shagrath
Pour le personnage du Seigneur des anneaux, voir Liste des Orques de la Terre du Milieu#Shagrat.

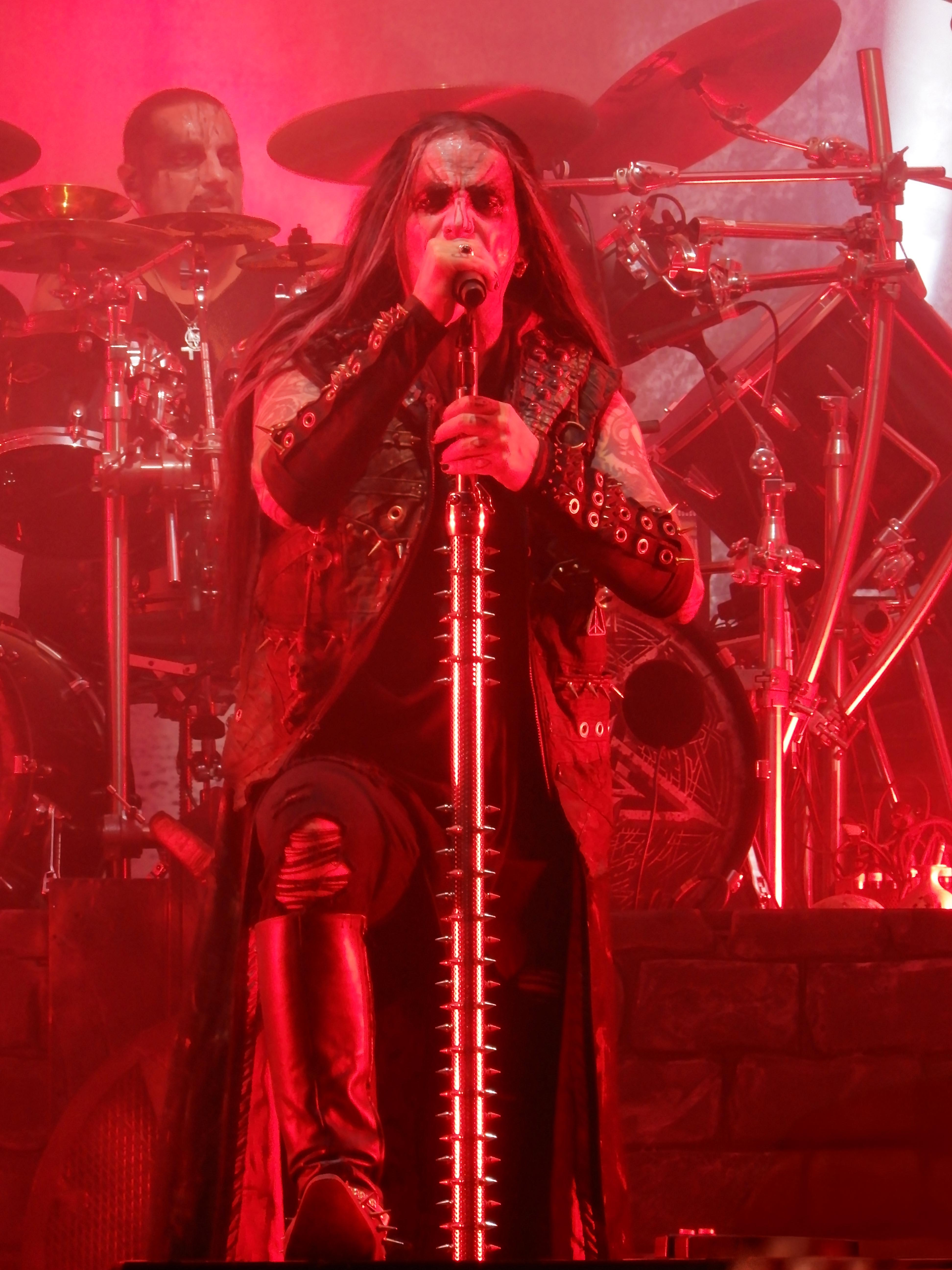
Shagrath au Motocultor 2025.

Shagrath est le nom de scène de Stian Tomt Thoresen, musicien et chanteur norvégien. Il est le cofondateur en 1993,  du groupe Dimmu Borgir avec Tjodalv et Silenoz. Tous trois étaient dans le même lycée et se passionnaient pour le même style de musique, le Black metal norvégien.
À l'époque de leur premier EP, en 1994, Inn I Evighetens Mørke, et de leur premier album For All Tid, Shagrath s'occupait de la batterie, de la guitare et des vocaux.
Depuis, les nombreux claviéristes jusqu'à Mustis, la composition venait surtout des musiciens fondateurs. Maintenant, tout le groupe prend part à la composition.
En 2004, Shagrath crée le groupe Chrome Division, c'est un groupe de heavy metal/hard rock. Le groupe s'inspire beaucoup du groupe de heavy metal Motörhead, d'ailleurs les couvertures des deux albums de ce groupe rappellent beaucoup la couverture de l'album Bastards.
De par la fondation de ce groupe et son esthétique très "hard rock", Shagrath crée une dissension avec les fans de Dimmu Borgir et du black métal en général. Nombreux d'entre eux ont en effet tendance à considérer Chrome Division comme "dévalorisant" et "uniquement commercial".
En 2010, il aide à la création du groupe Ov Hell avec King (ancien bassiste du groupe de black metal Gorgoroth).